# Peter Lewandowski
Peter Lewandowski (* 10. Juli 1957 in Forst an der Weinstraße) ist ein deutscher Journalist.

## Leben
Lewandowski studierte Politische Wissenschaften, Geschichte und Kommunikationswissenschaften. Er absolvierte sein Redaktionsvolontariat bei der Münchner Boulevardzeitung tz und war als Lokalredakteur  beim Münchner Merkur tätig. Bei der Abendzeitung in München leitete er das Ressort „Modernes Leben und Nachrichten“. Beim Stern war Lewandowski Ressortleiter für „Modernes Leben“. Bei Marie Claire war er Textchef und Mitglied der Chefredaktion. Von Januar 1998 bis Juli 2000 war er Chefredakteur des Playboy. Von August 2000 bis März 2001 war er in der Funktion eines Chefredakteurs Leiter der Entwicklungsredaktion des Axel Springer Verlags. Im März 2001 wurde er Chefredakteur des Männermagazins Maxim, das er in den Zeitschriftenmarkt einführte. Von Dezember 2001 bis Oktober 2012 war er Chefredakteur der Zeitschrift Gala.
Der Journalist und Autor Norbert Lewandowski ist sein Bruder.
Er war mit der Journalistin Brigitte Huber verheiratet. 